# 多治比宇美
多治比 宇美（たじひ の うみ/うさみ）は、奈良時代から平安時代初期にかけての貴族。名は海、宇佐美とも記される。官位は従四位上・右中弁。

## 経歴
宝亀11年（780年）4月に従五位下に叙爵し、6月には陸奥介に任ぜられて、同時に陸奥鎮守副将軍になった百済王俊哲らと共に宝亀の乱の鎮圧に当たる。翌天応元年（781年）9月に乱鎮圧の功労者に対する叙位が行われ従五位上に叙せられている。延暦2年（783年）民部少輔ついで同大輔と一時京官に復す。
延暦4年（785年）正五位下・陸奥守に叙任されると、陸奥按察使と鎮守副将軍を兼ねて、再び蝦夷征討の任にあたる。延暦7年（788年）鎮守将軍。なお、この間の延暦8年（789年）には征東将軍・紀古佐美による大規模な遠征が行われるも、巣伏の戦いで蝦夷に大敗しているが、宇美の動静は明らかでない。
延暦9年（790年）右中弁に任ぜられて京官に復し、延暦10年（791年）には武蔵守に任ぜられている。延暦16年（797年）従四位上に至る。

## 官歴
『六国史』による。
- 宝亀11年（780年） 4月27日：従五位下。6月8日：陸奥介
- 天応元年（781年） 9月22日：従五位上
- 延暦2年（783年） 2月25日：民部少輔。6月21日：民部大輔
- 延暦4年（785年） 正月15日：陸奥守。2月12日：兼陸奥按察使兼鎮守副将軍。3月9日：正五位下
- 延暦7年（788年） 2月28日：兼鎮守将軍
- 延暦9年（790年） 3月26日：右中弁
- 延暦10年（791年） 7月28日：武蔵守
- 延暦16年（797年） 正月7日：従四位上